# Plateau de Longboyau

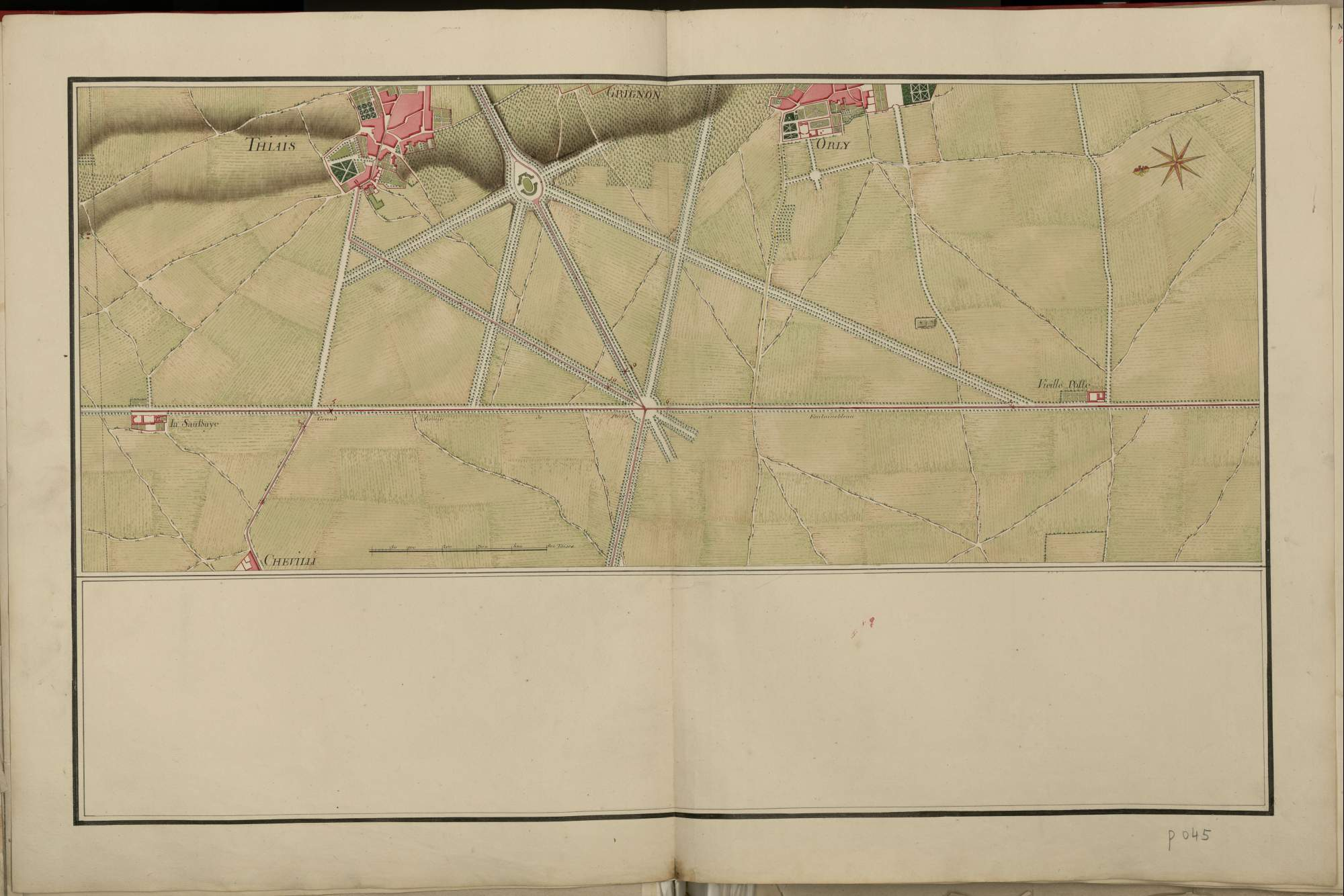
Carte du plateau au XVIIIe siècle montrant Thiais, Grignon, Orly et Chevilly-Larue, ainsi que l’ancien relais de poste qui a donné son nom à Paray-Vieille-Poste.

Le plateau de Longboyau est un plateau de l'Île-de-France, s'étendant au sud de Paris de Villejuif à Savigny-sur-Orge. Ce plateau est délimité, à l'Est, par la vallée de la Seine, à l'Ouest, par la vallée de la Bièvre et, au Sud, par les vallées de l'Yvette et de l'Orge.

## Situation et description
Administrativement, le plateau de Longboyau est partagé entre les départements du Val-de-Marne, au nord et de l'Essonne au sud, à environ 15 km au sud de Paris.

## Histoire
Le maréchal de Turenne décrivait déjà ce plateau en ces termes : « On sait que l'appellation de Longboyau désigne le plateau qui s’étend entre Seine et Bièvre. ».
Longboyau est complètement plat, permettant aux autorités publiques d'y installer puis d'agrandir l'aéroport d'Orly sans grande difficulté dans cette zone du Hurepoix et qui s'étale sur Villeneuve-le-Roi, Orly, Athis-Mons, Wissous. La mise en place de nouvelles pistes entraîne le déplacement d'une partie des habitations de Paray-Vieille-Poste, le 6 mai 1954 à la suite de la déclaration d'utilité publique liée à l'extension de l'aéroport Paris-Orly.